# Яраш

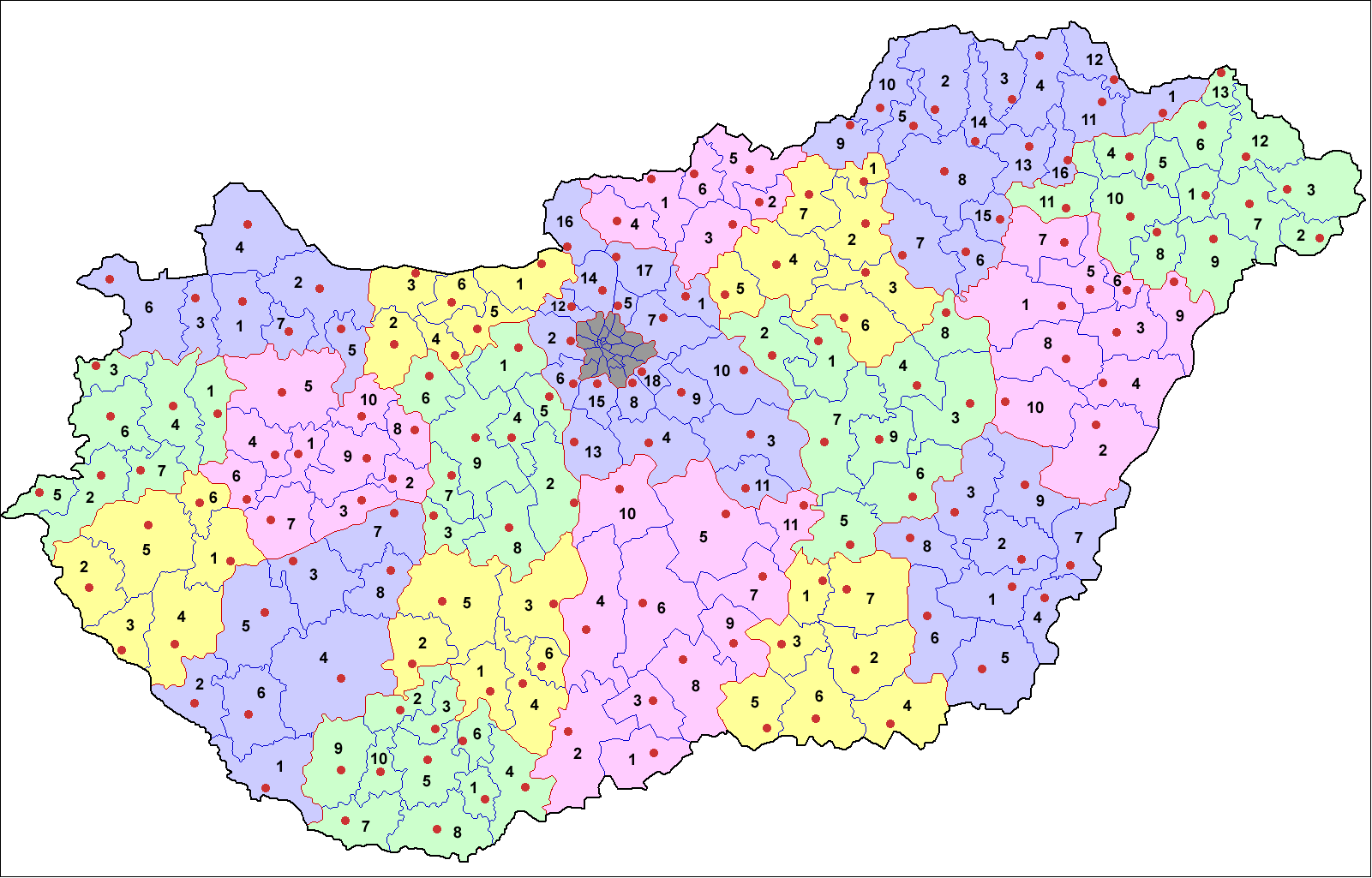
Яраши Угорщини в 2013 році.

Яраш (угор. járás) — одиниця адміністративно-територіального поділу Угорщини. У 2013 році яраши замінили попередні адміністративно-територіальні одиниці, які називались «кіштершегами» (угор. kistérség)

## Місце в адміністративно-територіальної ієрархії
В даний час Угорщина розділена на 7 регіонів, які розділені на 19 медьє (і місто, прирівняне до медьє — Будапешт), а медьє — в цілому на 175 районів-ярашів (угор. járás), райони — на громади (угор. község).
Таким чином, яраш є першим рівнем LAU в територіально-адміністративному поділ «NUTS» Угорщини.